# Birka
Birka var en bebyggelse fra vikingetiden, der blev anlagt i slutningen af 700-tallet, og som var beboet til slutningen af 900-tallet. Bebyggelsen kaldes ofte for "Sveriges første by" men andre bebyggelser eller bosættelser er ældre som Uppåkra i Skåne. Byen lå på øen Bjørkø i søen Mälaren
Birka var en handelsby og havde forbindelse med den danske Hedeby, hvorfra den fik arabiske varer. Byen anses for at være det første sted i Sverige, hvor der blev anlagt en kirke. Den blev måske anlagt af Nordens apostel, Ansgar, i 831.
I dag er stedet et turistmål med vikingegravpladser og fæstninger. Nord for voldstedet fandt man skelettet af en pige, der har fået navnet Birkapigen.